# Lope Ferrench II de Luna
Lope Ferrench de Luna (m. 1228), fue un caballero aragonés del linaje de los Luna, de la rama Ferrench de Luna. 

## Biografía
Era el hijo primogénito de Pedro López de Luna, III señor de Luna, y de su esposa Mayor de Pallars. 
Fue el IV señor de Luna en calidad de tenente.
Se casó con Teresa Pérez de Azagra, de los señores de Albarracín. Fueron padres de: 
- Artal I de Luna, V señor de Luna (m. 1260)[1]